# Pabac
Pabac ili Babac (mađ. Babarcszőlős) je selo u južnoj Mađarskoj.
Zauzima površinu od 4,25 km četvornih.

## Zemljopisni položaj
Nalazi se na 45° 54' sjeverne zemljopisne širine i 18° 8' 11" istočne zemljopisne dužine. Edsemartin je 2,5 km zapadno, Siklósbodony je 500 m sjeverozapadno, Kizdir je 3 km sjeverno-sjeverozapadno, Ovčar je 2,5 km sjeveroistočno, Szava je 1,5 km istočno, Visov je 2 km jugoistočno, Rádfalva je 3 km južno, a Korša je 4 km jugozapadno.

## Upravna organizacija
Upravno pripada Šikloškoj mikroregiji u Baranjskoj županiji. Poštanski broj je 7814.

## Povijest
Prvi put se spominje u dokumentu iz 1332. pod imenom Popruzeuleuse.
Pretpostavlja se da je za vrijeme turske vlasti Pabac ostao bez stanovnika. Ipak, postoje dokumenti iz 18. st. koji govore o Babcu.
Mađari su zabilježeni kao seoski stavnovnici i prije 20. st., a u to vrijeme se pojavljuju i prvi njemački stanovnici, koji su sa sobom donijeli zvono iz 1740.
Stara srednjovjekovna crkva je danas ruševina. Na njenom mjestu je križ. Novi zvonik se gradio 1911., na kojem je dograđena nova kapela 1993.
Današnji oblik pabačkog grba je usvojen 2004.

## Stanovništvo
Pabac/Babac ima 141 stanovnika (2001.). Mađari su većina. Romi čine 13,5% stanovnika. Pola sela su rimokatolici, 7% je kalvinista, 14% bez vjere, a preko četvrtine se ne zna pripadnost vjeri (nepoznato ili se odbilo izjasniti).

## Vanjske poveznice
- (mađ.) Babarcszőlős önkormányzata a Vendégvárón[neaktivna poveznica]
- (mađ.) Babarcszőlős a Dunántúli Naplóban  Arhivirana inačica izvorne stranice od 29. lipnja 2004. (Wayback Machine)
- Pabac/Babac na fallingrain.com